# Guðbrandur Vigfússon
Guðbrandur Vigfússon, conosciuto nei paesi inglesi come Gudbrand Vigfusson (1827 o 1828 – 31 gennaio 1889), è stato un filologo islandese, uno dei principali studiosi scandinavi del XIX secolo.

## Biografia
Nacque da un'antica famiglia islandese a Breiðafjörður. Fino a quando non andò presso un tutore, vivendo con un suo parente, Kristín Vigfússdóttir, che, come lui riporta, non era solo un uomo di lettere, ma era praticamente un esperto tuttologo. In seguito fu mandato alla scuola di Bessastad e poi a Reykjavík. Nel 1849, andò alla Università di Copenaghen come amministratore del dormitorio Regense College.
Dopo gli studi, fu nominato ricercatore e lavorò per quattordici anni alla biblioteca dell'università fino a che, come lui disse, non aveva conosciuto ogni cosa all'interno di quella raccolta.
Nel 1866, si trasferì a Oxford, che divenne la sua casa per il resto della sua vita. Lavorò come professore della facoltà di Lettere Scandinave alla Oxford University (facoltà creata apposta per lui) dal 1884 fino alla sua morte. Divenne cavaliere dell'Ordine del Dannebrog nel 1885.
Vigfusson morì di cancro nel 1889.

## Opere
Fu un esperto critico letterario, in grado di padroneggiare la maggior parte delle lingue europee. La sua memoria era eccezionale e si diceva che se l'Edda fosse andata perduta, lui avrebbe potuta riscriverla a memoria.
Il Tímatöl (scritto tra l'ottobre del 1854 e l'aprile del 1855) ha gettato le basi per lo sviluppo della cronologia islandese. Le sue prime edizioni dei classici islandesi (Biskopa Sögur, Bárðar Saga, Fornsögur, Eyrbyggja saga e il Flateyjarbók) fecero iniziare una nuova era per la cultura islandese.
Tra il 1866 e il 1873 compose l'Oxford Icelandic-English Dictionary, il miglior dizionario per l'islandese classico e un monumentale esempio di un lavoro compiuto da solo. Tra il 1874 e il 1885 lavorò ad altre edizioni di saghe islandesi, come la Orkneyinga Saga e la Háconar Saga, la Sturlunga, un grande e complesso corpus di saghe storiche islandesi, e il Corpus Poeticum Boreale, nel quale raccolse l'intero corpo della poesia classica scandinava.  Come introduzione della Sturlunga, scrisse una concisa storia della letteratura nordica classica e le sue fonti. Nell'introduzione del Corpus lasciò le fondamenta per una visione critica della Poesia eddica e per la poesia cortese nordica.
Nel breve Icelandic Prose Reader del 1879 fornì un percorso per la buona conoscenza dell'islandese.